# Tinh Châu nhật báo
Tinh Châu nhật báo (tiếng Trung: 星洲日報), là tờ báo tiếng Trung hàng đầu ở Malaysia. Theo báo cáo của Cục Kiểm toán Phát hành cho giai đoạn kết thúc vào ngày 31 tháng 12 năm 2011, Tinh Châu nhật báo có số lượng phát hành trung bình hàng ngày gần 500.000 bản và cũng là tờ báo tiếng Trung bán chạy nhất bên ngoài Trung Quốc đại lục. Chỉ vào Chủ nhật, số lượng phát hành của các tờ báo bằng tiếng Mã Lai (ngôn ngữ quốc gia của Malaysia) mới vượt quá số lượng của Tinh Châu nhật báo.
Tinh Châu nhật báo thuộc sở hữu của Sin Chew Media Corporation Berhad, vốn là công ty con của Media Chinese International Limited. Nó còn là thành viên thuộc Mạng Tin tức châu Á. Tờ báo này được lưu hành khắp Malaysia và các nước lân cận, ở miền Nam Thái Lan, Brunei và Indonesia. Nó cũng được xuất bản và in ở Indonesia và Campuchia, dưới các tiêu đề khác nhau. Tinh Châu nhật báo có tới 53 văn phòng tin tức và sáu nhà máy in ở Bán đảo và Đông Malaysia.

## Lịch sử
Tinh Châu nhật báo do Hồ Văn Báo (胡文豹) và Hồ Văn Hổ (胡文虎), chủ dầu cù là Tiger Balm (虎標萬金油) thành lập vào ngày 15 tháng 1 năm 1929 tại Các khu định cư Eo biển như một phần của tờ báo Star Amalgamated được hai nhà từ thiện này lập nên. Tờ báo bị đình chỉ từ năm 1942 đến năm 1945 trong thời kỳ Nhật Bản chiếm đóng Mã Lai.
Văn phòng ở Kuala Lumpur được thành lập vào năm 1950, nhưng ngay cả sau khi Singapore tách khỏi Malaysia vào năm 1965, Tinh Châu nhật báo vẫn hoạt động với trụ sở chính tại Singapore dưới sự quản lý của hậu duệ anh em nhà họ Hổ. Để đẩy nhanh quá trình in ấn, vào năm 1966, Tinh Châu nhật báo đã xây dựng một nhà máy mới đặt tại trụ sở chính hiện tại ở Petaling Jaya.  Với việc thành lập nhà máy mới này, các bộ phận khác như tin tức, biên tập, sản xuất và phát hành đã được bắt đầu. Hoạt động của Petaling Jaya trở nên độc lập với trụ sở chính tại Singapore. Tuân theo chỉ thị của chính phủ về việc hạn chế người nước ngoài kiểm soát báo chí, gia đình họ Hổ đã chuyển quyền sở hữu Tinh Châu nhật báo cho Lâm Khánh Kim vào năm 1982.
Năm 1987, Tinh Châu nhật báo chìm sâu vào rắc rối tài chính và người quản lý công ty được bổ nhiệm. Ngày 27 tháng 10 năm 1987, giấy phép xuất bản của Tinh Châu nhật báo đã bị đình chỉ theo Operasi Lalang, một trong những cuộc đàn áp quyết liệt nhất đối với những người bất đồng chính kiến dân sự do chính phủ phát động. Doanh nhân Trương Hiểu Khanh đến từ Sarawak đã mua lại Tinh Châu nhật báo vào năm 1988. Sau 5 tháng 11 ngày, Tinh Châu nhật báo tiếp tục xuất bản vào ngày 8 tháng 4 năm 1988. Đầu thập niên 1990, Tinh Châu nhật báo nổi lên là tờ báo tiếng Trung  bán chạy nhất, đánh bại Nam Dương thương báo, tờ báo tiếng Trung hàng đầu lúc bấy giờ ở Malaysia.
Lập trường biên tập của Tinh Châu nhật báo được coi là phe phái ủng hộ Barisan Nasional (BN), chính đảng nắm quyền kiểm soát chính phủ liên bang Malaysia kể từ khi nước này giành độc lập cho đến khi thất bại trong cuộc tổng tuyển cử năm 2018. Tương tự như hầu hết các ấn phẩm khác ở Malaysia, Tinh Châu nhật báo còn được coi là tờ báo thân Bắc Kinh, thường đăng tin tức từ các nguồn thân Đảng Cộng sản Trung Quốc như Thời báo Hoàn Cầu và Đài Truyền hình Trung ương Trung Quốc.